# Бернар 20
Бернар 20 (фр. Bernard 20) је ловачки авион направљен у Француској. Авион је први пут полетео 1929. године. 

Овај једнокрилац је имао високу највећу брзину за своје време. Упркос томе француско РВ се није слагало са концепцијом једнокрилца високе брзине слетања од 110 km/h, па авион није израђиван серијски.
Највећа брзина авиона при хоризонталном лету је износила 320 km/h.
Распон крила авиона је био 10,8 метара, а дужина трупа 7,45 метара. Празан авион је имао масу од 1023 килограма. Нормална полетна маса износила је око 1370 килограма. Био је наоружан са два предња митраљеза.

## Наоружање
| Наоружање авиона: Бернар 20    |   |
| Ватрено (стрељачко) наоружање  |   |
| Топ                            |   |
| Митраљез                       |   |
| Број и ознака митраљеза        | 2 |
| Бомбардерско наоружање (бомбе) |   |
| Ракетно наоружање (ракете)     |   |